# Fundación Zoobotánica de Rio Grande do Sul
La Fundación Zoobotánica es el órgano responsable de la promoción y conservación de la biodiversidad en Rio Grande do Sul.
La Fundación gestiona tres instituciones que son órganos ejecutivos: el Jardín botánico de Porto Alegre, el Parque Zoológico de Río Grande do Sul y el Museo de Ciencias Naturales, que trabajan en una variedad de líneas de investigación científica, la educación ambiental y la conservación de la naturaleza, y ofrecen una variedad de oportunidades de recreación para la población.